# 奧利夫 (密蘇里州)
奧利夫（英語：Olive）是位於美國密蘇里州達拉斯縣的非建制地區。

## 歷史
奧利夫的郵局於1884年設立，其後於1907年停運。

## 地理
奧利夫所處的海拔為高於海平面400米（即1312英呎），而該地所採用的時區為UTC-6，即北美中部時區（CST）。同時該地設有夏令時間，為UTC-6調快一小時，即UTC-5（CDT）。